# Philothea von Athen

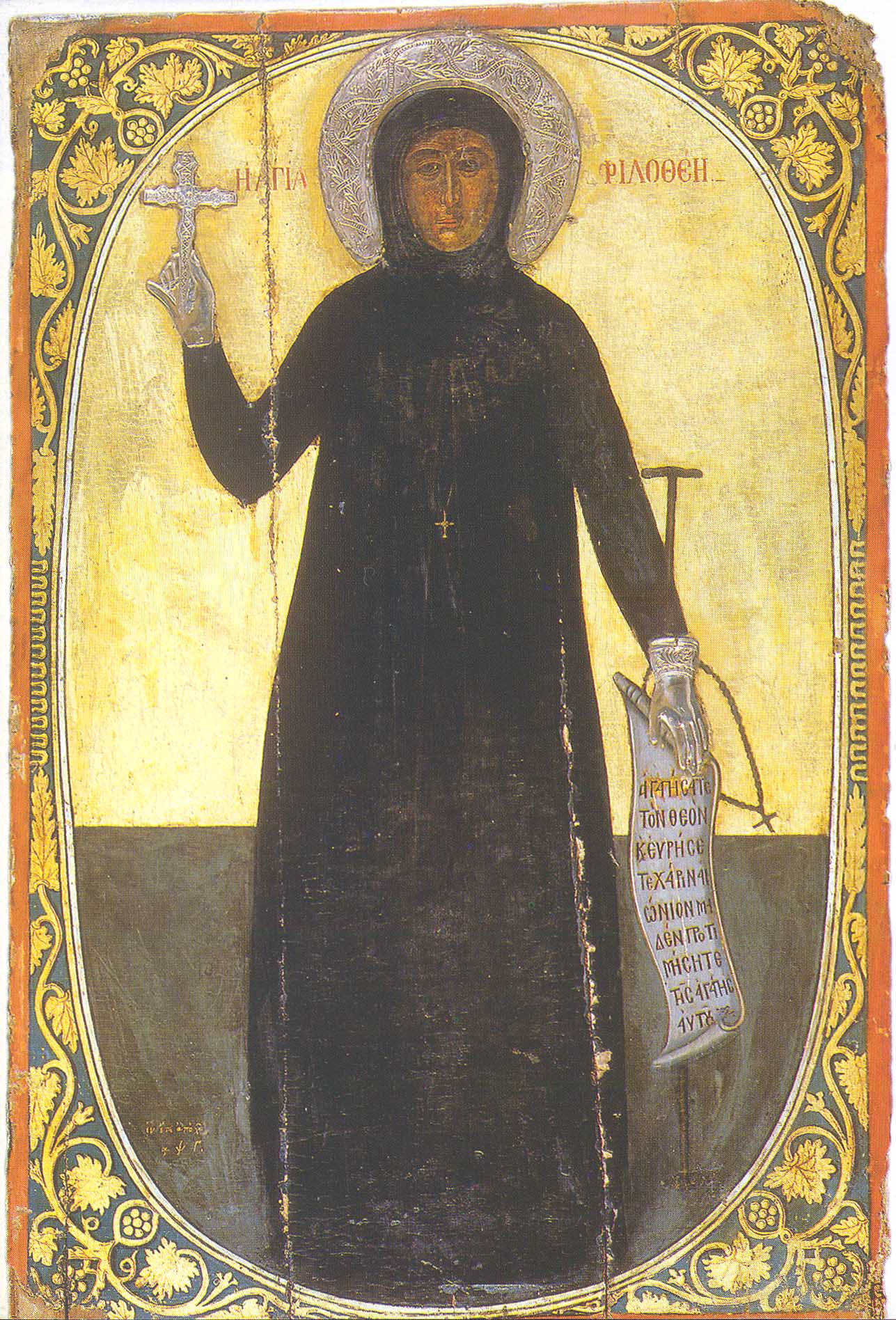
Philothea von Athen, Ikone, 18. Jahrhundert

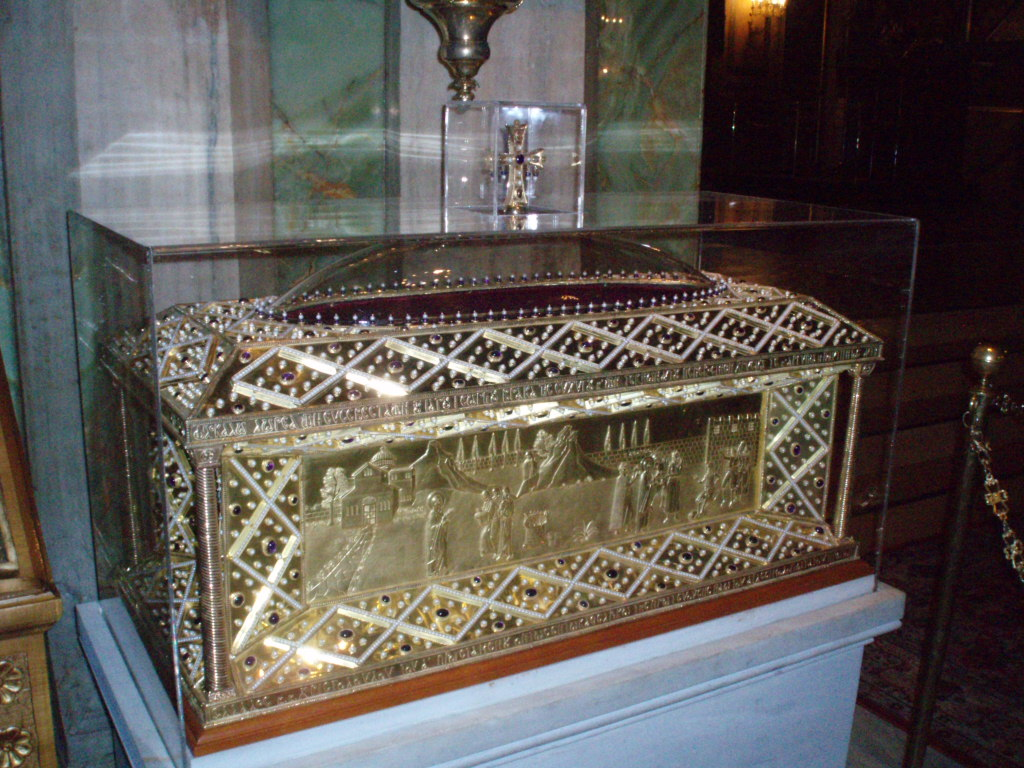
Philothea-Schrein in der Athener Kathedrale

Philothea von Athen (griechisch Αγία Φιλοθέη η Αθηναία Agia Filothei i Athinea; * 1522 in Athen; † 1589 in Athen) ist eine orthodoxe Heilige und Stadtpatronin von Athen. Sie wird als Märtyrerin für die Freiheit Griechenlands und den orthodoxen Glauben verehrt.

## Leben
Philothea, mit Geburtsnamen Revoula Benizelou, entstammte einer angesehenen Familie Athens, das damals wie nahezu ganz Griechenland unter osmanischer Herrschaft stand. Als Zwölfjährige wurde sie einem reichen Mann zur Frau gegeben, der sie misshandelte. Nachdem er drei Jahre später gestorben war, kehrte sie in ihr Elternhaus zurück. Nach dem Tod der Eltern gründete sie als 25-Jährige ein Frauenkloster und stellte es unter das Patronat des hl. Andreas. Sie nahm den Ordensnamen Philothea – „die gottliebende“ – an. Mit den Schwestern ihres Konvents gründete sie Schulen, arbeitete in der Armen- und Krankenpflege und schützte junge Frauen vor der Zwangsbekehrung zum Islam und vor dem Harem. Schließlich wurde sie aus der Klosterkirche entführt und zu Tode geschlagen.

## Verehrung
Der Schrein der hl. Philothea wird in der orthodoxen Kathedrale von Athen verehrt. Ihr Gedenktag ist der 19. Februar. Das Geburtshaus der Heiligen in der Athener Altstadt wurde 2016–2017 renoviert und kann als Museum besichtigt werden.